# Пестролицый буревестник
Пестролицый буревестник (лат. Calonectris leucomelas) — вид морских птиц из семейства буревестниковых в отряде буревестникообразных.

## Распространение
Птицы обитают на западе Тихого океана. Гнездятся на островах и берегах материка в восточной Азии — от северо-восточной Японии (острова Идзу и Рюкю) до Тайваня (острова Пэнху), на востоке Китая, в Северной и Южной Кореи. В России единственное место гнездования — остров Карамзина в заливе Петра Великого. В СССР впервые обнаружен в 1966 году, а гнездование установлено в 1967 году.
Зимой мигрируют на юг; на юге их можно встретить на берегах Вьетнама, Новой Гвинеи, Филиппинских островов и Австралии. Пестролицый буревестник — залётная птица в Израиле, Иордании, Молдавии и Сингапуре.

## Описание
Длина тела птиц около 48 см, размах крыльев около 122 см; вес самки приблизительно 538 грамм, а самцов — 470 грамм.

## Экология
Птицы обитают как в пелагических так и в прибрежных водах. Питаются в основном рыбой и кальмарами, которых птицы ловят, захватывая их у поверхности воды. Пестролицых буревестников часто можно наблюдать в общих стаях с другими морскими птицами, которые следуют за рыболовецкими судами. Голос — громкий свист и грубое ворчание.

## Размножение и развитие
Сезон размножения начинается с марта. Птицы собираются в колонии на морских островах, выкапывая норы на лесных холмах. В кладке 1 яйцо. Многие буревестники запутываются и гибнут в сетях для ловли анчоусов, а также во время тайфунов, когда вода заливает норы. На состоянии вида отрицательно сказывается загрязнение шельфовой зоны морей нефтепродуктами.